# Maratus suae
Maratus suae é uma espécie de aranha identificada em 2020; o seu nome deriva de Sunayana (Su) Rammohan, que descobriu a espécie. A espécie foi identificada na Austrália ocidental, no Leschenault Peninsula Conservation Park; o macho mede cerca de 5 milímetros de comprimento total e a fêmea cerca de 5,4 milímetros.